# Canon de Bayreuth

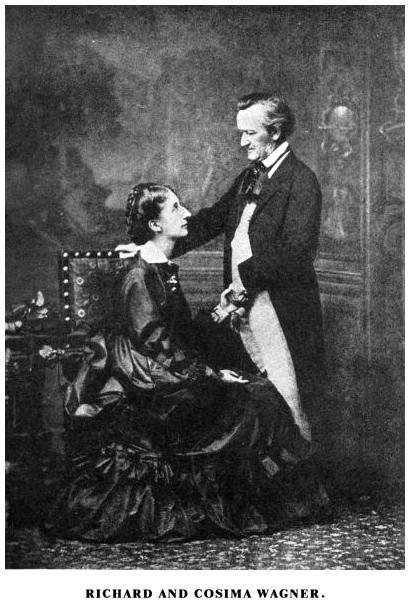
Richard Wagner et sa seconde épouse Cosima Wagner

Le Canon de Bayreuth est une expression qui regroupe les opéras du compositeur allemand Richard Wagner représentées lors Festival de Bayreuth. Le festival, consacré à la mise en scène de ces ouvrages, a été fondé par le compositeur en 1876 dans la ville bavaroise de Bayreuth, et est produit sous la direction de sa famille depuis sa mort. Il prend place dans le Palais des festivals de Bayreuth, qui a été construit à l'origine pour le premier festival.
Les opéras du Canon de Bayreuth sont les dix derniers des treize ouvrages du genre que Richard Wagner compose. Il n'y inclut pas les trois premiers, Die Feen, Das Liebesverbot et Rienzi, qu'il considère comme des ouvrages d'apprentissage du genre,. Bien que ces derniers soient mis en scène dans d'autres maisons et que Rienzi connaît une certaine popularité au début du XXe siècle, les opéras du Canon les surpassent, à la fois dans le nombre de représentations qu'ils connaissent et dans celui des enregistrements effectués. L'expression Canon de Bayreuth est donc utilisé pour désigner les opéras de la maturité du compositeur. Le Hongrois Georg Solti est le premier chef d'orchestre à réaliser des enregistrements en studio de l'intégralité des œuvres du Canon, commençant la série en 1958 avec L'Or du Rhin et l'achevant en 1986 avec Lohengrin.

## Opéras du Canon
Les ouvrages inclus dans le Canon sont les suivants :
- L'Or du Rhin, La Walkyrie, Siegfried et Le Crépuscule des dieux

Ces opéras sont les quatre parties de L'Anneau de Nibelung. Le Festival de Bayreuth est initialement créé pour la première mise en scène complète du cycle en 1876. L'Anneau a ensuite été mis en scène à Bayreuth en 1896, la seule autre saison où le cycle y est joué sans être accompagné d'autres opéras. Depuis lors, il est programmé lors de la plupart des saisons.
- Parsifal

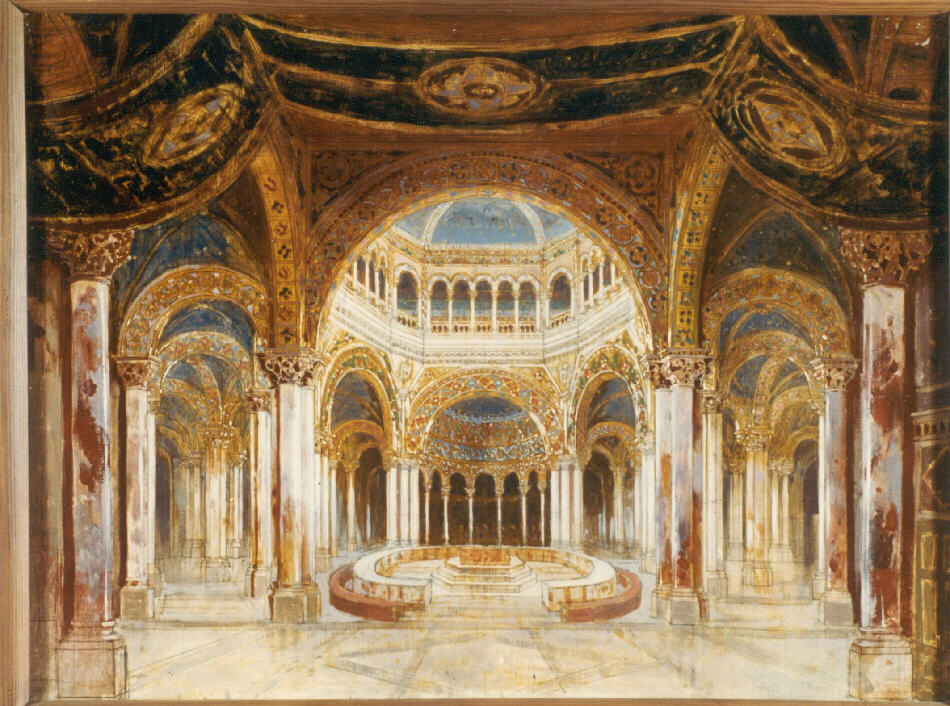
Décors de pour la scène du Graal lors de la production originale de Parsifal en 1882.

Cet opéra est créé lors du deuxième Festival de Bayreuth en 1882. Richard Wagner surnomme l'opéra Bühnenweihfestspiel, que le directeur d'opéra Mike Ashman traduit comme une « œuvre de festival pour consacrer une scène ». Il précise que l'ouvrage est originellement destiné à assurer l'avenir financier du Palais des festivals et à permettre aux héritiers du compositeur de continuer à gérer le festival de manière rentable. Parsifal n'est représenté sur aucune autre scène jusqu'en 1903, lorsque le Metropolitan Opera de New York rompt l'embargo imposé sur les représentations des opéras de Richard Wagner par lui-même et son épouse, Cosima Wagner, réservant leurs productions pour le festival.
Parsifal dépasse de loin les autres ouvrages du canon par le nombre de représentations qu'il connaît à Bayreuth. C'est la seule œuvre à avoir trois saisons de festivals consacrées uniquement à sa mise en scène (1882, 1883 et 1884), et à être jouée lors de chaque saison, depuis 1882 jusqu'au début de la Seconde Guerre mondiale (à l'exception de 1896 lorsque Cosima Wagner produit de nouveau le cycle de l'Anneau). La plupart de ces représentations reprennent la production originelle, c'est-à-dire deux-cent cinq représentations, avant qu'une nouvelle mise en scène ne soit proposée en 1934,. Une nouvelle mise en scène, imaginée par le petit-fils du compositeur, Wieland Wagner, est jouée depuis 1951, date de la réouverture du festival après la guerre, jusqu'en 1973, accumulant au total cent-une représentations en 2012,,.
- Le Hollandais volant, Tannhäuser, Lohengrin, Tristan et Iseult et Les Maîtres chanteurs de Nuremberg

Cosima Wagner monte ces cinq œuvres à partir de 1886, après avoir repris la direction du festival,. Les Maîtres chanteurs est la seule œuvre du Canon, en dehors de Parsifal et du cycle de l'Anneau, à être programmée de manière exclusive sur des saisons entières de festivals : celles de 1943 et 1944.

## Représentations au festival de Bayreuth
Entre 1876 et 2018, le festival dénombre deux-mille sept-cent vingt cinq représentations des ouvrages du Canon :
| Opéra                              | Composition | Création          | Première à Bayreuth | Représentations à Bayreuth (jusqu'en 2018) |
| ---------------------------------- | ----------- | ----------------- | ------------------- | ------------------------------------------ |
| L'Or du Rhin                       | 1854        | 22 septembre 1869 | 13 août 1876        | 229                                        |
| La Walkyrie                        | 1856        | 26 juin 1870      | 14 août 1876        | 229                                        |
| Siegfried                          | 1869        | 16 août 1876      | 16 août 1876        | 228                                        |
| Le Crépuscule des dieux            | 1874        | 17 août 1876      | 17 août 1876        | 232                                        |
| Parsifal                           | 1882        | 26 juillet 1882   | 26 juillet 1882     | 536                                        |
| Tristan et Iseult                  | 1859        | 10 juin 1865      | 25 juillet 1886     | 244                                        |
| Les Maîtres chanteurs de Nuremberg | 1867        | 21 juin 1868      | 23 juillet 1888     | 319                                        |
| Tannhäuser                         | 1845        | 19 octobre 1845   | 22 août 1891        | 220                                        |
| Lohengrin                          | 1848        | 28 août 1850      | 20 juillet 1894     | 237                                        |
| Le Hollandais volant               | 1841        | 2 janvier 1843    | 22 juillet 1901     | 238                                        |

## Sources
- (en) Cet article est partiellement ou en totalité issu de l’article de Wikipédia en anglais intitulé « Bayreuth canon » (voir la liste des auteurs).